# Sojoez T-10
Sojoez T-10 (ook: 14701) was een Russische bemande ruimtevlucht uit 1984. Doel van deze missie was een koppeling met ruimtestation Saljoet 7. De bemanning vestigde een nieuw duurrecord. Dit was de tweede vlucht met het nummer 10. De lancering van Sojoez T-10-1 mislukte echter; diens bemanning ontsnapte ternauwernood aan de dood toen de draagraket op het platform in brand vloog en explodeerde.

## Bemanning
De bemanning bestond uit drie kosmonauten: gezagvoerder Leonid Kizim, boordwerktuigkundige Vladimir Solovjov en kosmonaut-onderzoeker Oleg Atkov. Solovjov en Atkov vlogen hun eerste missie, Kizim maakte zijn tweede vlucht. Deze Sojoez woog 6850 kg.

## Vluchtverloop

### Lancering en koppeling
Sojoez T-10 werd gelanceerd op 8 februari 1984 met een Sojoez-draagraket vanaf Tjoeratam te Bajkonoer. De capsule kwam in een baan met een apogeum van 274 km, een perigeum van 226 km en een omlooptijd van 89,4 minuten. De inclinatie bedroeg 51,6° bij een excentriciteit van 0,00362. De vlucht naar de onbemande Saljoet 7 nam een dag in beslag. Gewapend met zaklampen betrad de bemanning het station. Ze rook een geur van verbrand metaal, afkomstig van de verankering van de koppelinstallatie. Er bleek echter niets ernstigs aan de hand.

## Bezoekende vluchten

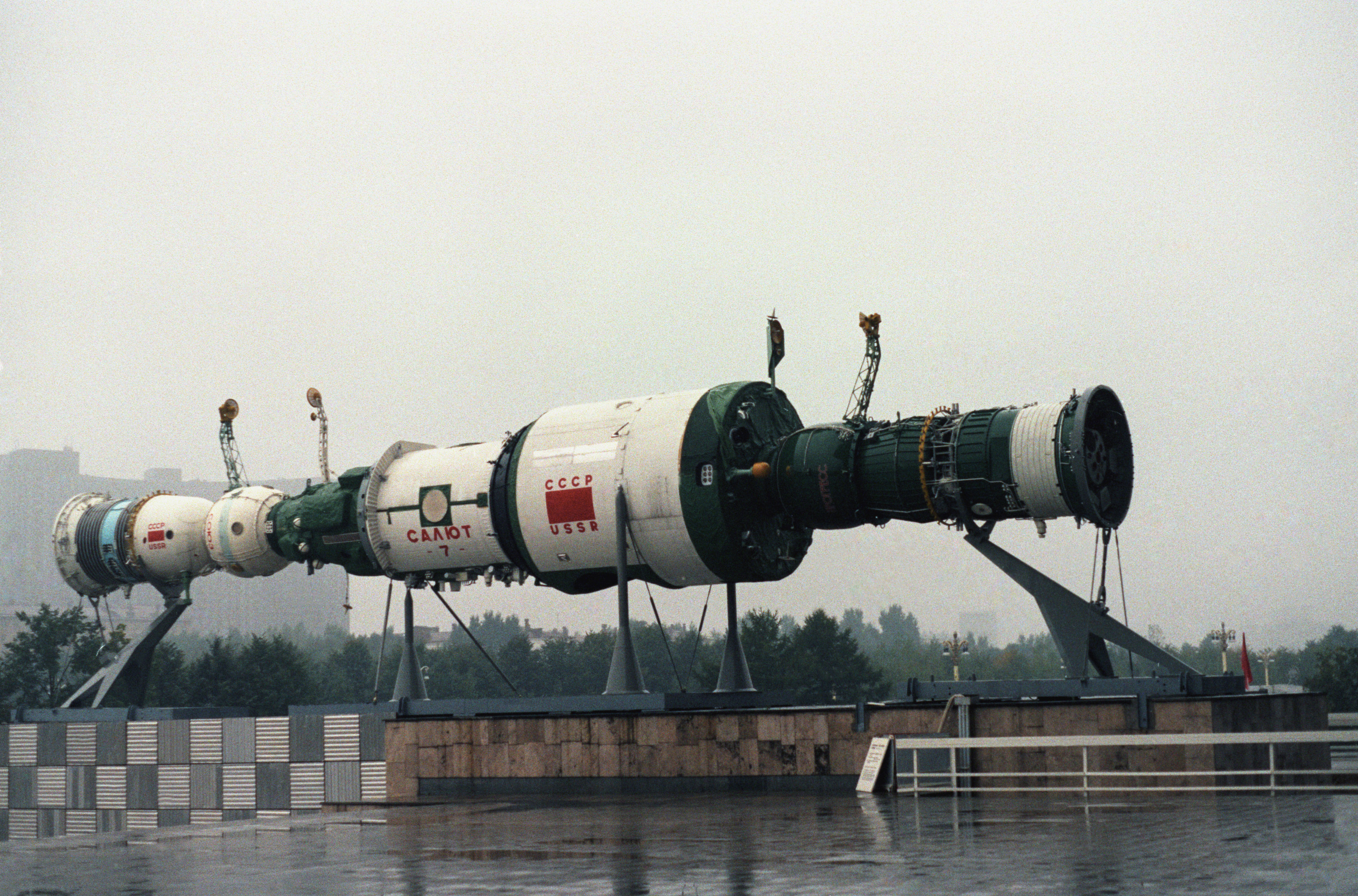
Model van Saljoet 7. Rechts is een aangekoppeld Progress vrachtschip zichtbaar, links een Sojoez pendel

Kizim, Solovjov en Atkov ontvingen zevenmaal bezoek, waaronder vijf Progress-vrachtschepen (19 t/m 23). Progress 20 bracht een speciale ladder ten behoeve van een reparatie aan een leiding. De leiding voor het oxidatiemiddel was gesprongen. Deze Progress was uitgerust met een platform (die maakte de achterkant van Saljoet 7 makkelijker bereikbaar) en beschikte over diverse containers voor in totaal 25 stukken gereedschap. Verder kreeg de stationsbemanning tweemaal visite van collega's.

### Onbemand
- Progress 19: 23 februari-31 maart
- Progress 20: 17 april-6 mei
- Progress 21: 10 mei-26 mei
- Progress 22: 30 mei-15 juli
- Progress 23: 16 augustus-26 augustus

### Bemand
- Sojoez T-11: 4 april-11 april. Bemanning: Joeri Malysjev, Gennadi Strekalov en Rakesh Sharma. Zij landden in de capsule van T-10.
- Sojoez T-12: 18 juli-29 juli. Bemanning: Vladimir Dzjanibekov, Svetlana Savitskaja en Igor Volk. Deze bemanning keerde terug in de eigen capsule.

## Uitgebreid medisch onderzoek

### Arts in de ruimte
Atkov (zelf arts) hield de gezondheid van ieder bemanningslid in het oog. Dit was de tweede vlucht sinds Voschod 1 in 1964 met een arts aan boord. Vasili Lazarev vloog in 1973 met Sojoez 12, maar was sinds 1954 geen praktiserend arts maar piloot. Een kundig arts aan boord opende vele perspectieven. Zo kon Atkov bloedmonsters van zowel aders als vingers nemen. Daarnaast kon men kosmonauten middels de Chibispakken (die een negatieve druk in het onderlichaam veroorzaken, waardoor daar bloed naartoe stroomt net zoals op Aarde) maximaal belasten. Dit was noodzakelijk om de reservecapaciteit van het menselijk lichaam in de ruimte te onderzoeken. Zonder dokter aan boord kleefden hier echter grote gevaren aan. Met het "Biokhim"-instrument bekeek men het calciummetabolisme. Voor het cardiovasculaire gedeelte van het onderzoek ruimde men meer tijd in dan op vorige vluchten. Metingen tijdens voorafgaande missies gaven aan, dat de reactie van het immuunsysteem wijzigingen onderging tijdens lange vluchten. Daarom hadden wetenschappers interesse in het immunoglobulineniveau van de bemanning. Vluchtleider V. Blagov gaf verder aan: "...deze missie is de eerste waarin een medisch specialist conclusies trekt over het niveau van uitrusting voor persoonlijke hygiëne en andere aandachtspunten van het alledaagse leven aan boord...".
Voor veel op lange missies gerezen problemen hadden deskundigen nog geen oplossing gevonden. Voor ruimteziekte (door gewichtloosheid), stress (door langdurige arbeid in een baan om de Aarde) en de gevolgen van kosmische straling zocht de wetenschap bruikbare oplossingen. Daarom vonden in het tijdvak 1984-1986 vele onderzoeken aan boord plaats, maar met name Sojoez T-10 moest meer duidelijkheid brengen. Van de bijna 237 dagen dat de missie duurde, werden gedurende 87 dagen 33 parameters van het menselijk lichaam gecontroleerd. Middels 317 metingen verzamelde de bemanning gegevens over onder andere hart- en vaatstelsel, stofwisseling, zicht, immuunsysteem, reukzin, antropometrie en de hygiënische omstandigheden aan boord.

### Gym
De dagelijkse gymoefeningen werden geïntensiveerd, maar de tijdsduur bekort. Dan nog werkte iedere kosmonaut zich twee uur per dag in het zweet. De aanwezigheid van een arts om de lichamelijke conditie in de gaten te houden maakte dit mogelijk. Atkov maakte nuttige aantekeningen; ieder kwartiertje minder sport betekent meer tijd voor nuttigere dingen. Ook supermachten tasten diep in de buidel voor lange missies.
Een lid van de bezoekende T-12-bemanning, Igor Volk, nam als experiment juist niet deel aan de gym. Atkov volgde zijn lichamelijke conditie. Volks conditie liep terug en hij moest regelmatig tabletten tegen ruimteziekte slikken. Na zijn terugkeer gaf Volk het belang van dit experiment aan. De minimumvereisten waaraan toekomstige kosmonauten moeten voldoen konden zo mogelijk worden verruimd. Eerder afgewezen specialisten op een vakgebied kon men alsnog accepteren. Zo beschikte een bemanning over meer vaardigheden.

### Cardiologie
Atkov, zelf cardioloog, ontwierp een echocardiograaf die een belangrijke plaats innam in het medisch onderzoek. Met name het geringe gewicht van slechts 2½ kg sprong in het oog. Identieke apparatuur op Aarde woog 50 à 60 kg. "Ballisto" mat de kracht waarmee het hart zich samentrok en de coördinatie waarmee beide helften van het orgaan functioneerden. De gegevens leverden nuttige gegevens aangaande veranderingen in hemodynamiek en hartfunctie in gewichtloosheid. "Ballisto" maakte gebruik van ballistocardiografie. Atkov gebruikte een piëzo-elektrische accelerometer, die op drie verschillende plekken op het lichaam werd bevestigd.
Tijdens het verblijf van T-11 gebruikte de bemanning het "Vektor"-instrument, ontwikkeld in India (met T-11 vloog een Indiër mee). Het was een draagbare vectorcardiograaf die niet alleen de elektrische activiteit van het hart op band vastlegde, maar ook de door hartslagen veroorzaakte trillingen in de borstkas. "Vektor" vergaarde informatie betreffende veranderingen in de manier waarop beide ventrikels zich met bloed vulden tijdens diverse periodes van hartactiviteit. Verder nam het waar, hoe het vaatstelsel zich aan veranderende omstandigheden aanpaste. De gebruikte onderzoeksmethodes waren experimenteel.

### Ruimteziekte
Tijdens iedere missie naar Saljoet 7 vond onderzoek naar ruimteziekte plaats. Zowel mogelijke oorzaken als remedies bleven onduidelijk, terwijl het overgrote deel van de kosmonauten er in meer of mindere mate hinder van ondervond. "Optikinez" legde vast hoe pupillen reageerden op verschillende lichtstimulansen. Solovjov stak zijn hoofd in een vierkante doos, waarna Atkov een draaibare cilinder inschakelde. Die veroorzaakte snelle lichtflitsen in de doos, die Solovjov met zijn ogen volgde. Daarnaast zette de vluchtleiding een videorecorder in; de kosmonaut in kwestie moest de beelden op het scherm volgen. "Optikinez" leverde elektro-oculogrammen, elektrocardiogrammen en röntgenfoto's op. Malysjev en Sharma van T-11 namen ook deel aan deze proef.
Sharma deed aan yoga, vanaf zes weken voor zijn ruimtevlucht en tijdens zijn verblijf in het station een uur per dag. De andere twee bemanningsleden fungeerden als controlegroep. De nadruk lag op veranderingen in biomechanica van bewegingen en verslechterd coördinatievermogen in de ruimte. Twee instrumenten, genaamd "Miokomp" en "Briz", verzamelden informatie over de motorische activiteit van bepaalde spiergroepen.

### Bloed, zoutverlies en stofwisseling
"Braslet" en "Pnevmatik", twee verschillende types manchetten, vertraagden de bloedstroom vanuit het onderlichaam, zodat de bloedstroom naar het hoofd afzwakte. Naast T-10 en 11 onderging ook de T-12 bemanning deze proef. "Pnevmatik" veroorzaakte een opeenhoping van bloed in het onderlichaam die de normale doorstroming (in gewichtloosheid) naar het bovenlichaam belemmerde. Op eerdere vluchten deed men dit eveneens en het bleek goed te functioneren.
Een ander gevolg van gewichtloosheid was zoutverlies. "Membrana" bekeek hoeveel zout het menselijk lichaam verloor en zocht naar manieren die dit proces vertraagden. Atkov nam bloedmonsters uit Strekalovs vingers en injecteerde die in 30 verzegelde, biologische bestanddelen bevattende, ampullen. De T-11 bemanning nam deze mee terug naar de Aarde.
Daarnaast deed Atkov otorinolaryngologisch onderzoek en bekeek de fundus (zichtbare binnenkant) van het oog. Dit leverde gegevens omtrent bloedtoevoer naar onder meer oog en trommelvlies op diverse tijdstippen tijdens de gewenningsfase aan gewichtloosheid.
Het biochemisch experiment "Gluykometer" wierp een nadere blik op de suikerstofwisseling.

### Persoonlijk welbevinden
Atkov deed onderzoek naar de hoeveelheid rondzwevend stof in het station, waar dat stof vandaan kwam, of tocht door ventilatoren verkoudheid op bepaalde plekken in Saljoet 7 kon veroorzaken en of er voldoende verlichting was. Niet minder belangrijk was na te gaan of de uitrusting voor persoonlijke hygiëne adequaat bleek; het draagcomfort van kleding en schoeisel werd eveneens bekeken. Deze ogenschijnlijk minder belangrijke details oefenen invloed uit op de gemoedstoestand, de stemming aan boord en het afwerken van het wetenschappelijk programma.
Bij "Opros" (voor het eerst gebruikt tijdens Sojoez 30) vulden de kosmonauten vragenlijsten in. Ze beschreven hun ervaringen van bewegen in gewichtloosheid, andere werk-, eet- en slaapgewoonten aanleren en de samenwerking aan boord.

### Andere psychologische aandachtspunten
Na terugkeer gaf Atkov te kennen, dat de van diverse kanten geuite vrees van "twee-tegen-één" bij een driekoppige bemanning geen bewaarheid werd. Volgens de arts begrepen ze alle drie dat ze belangrijke taken uitvoerden, waarbij een goede onderlinge verstandhouding essentieel was voor het behalen van een optimaal resultaat. Indien er toch tweespalt ontstond tussen twee kosmonauten, losten zij dit in onderling overleg op zonder de derde persoon erin te betrekken. Het bemanningslid dat buiten het conflict stond, probeerde in de praktijk toch een voor beiden aanvaardbaar compromis te vinden.

## Ander wetenschappelijk onderzoek

### India
Voor remote sensing ruimden planners veel tijd in. De T-10-missie leverde 4400 opnamen door de MKF-6M camera op; de KATE-140 topografische camera maakte 1640 foto's. Op 8 april waarschuwde de bemanning de vluchtleiding voor een bosbrand in Birma. Zo'n 40% van het Indiaas grondgebied werd in kaart gebracht terwijl Sharma aan boord was, via 1000 MKF-6M en 200 KATE-140 opnamen.

### Biologisch onderzoek
De T-12-bemanning voerde een gezamenlijk Frans/Russisch experiment uit, genaamd "Citos-3". Die onderzocht de gevolgen van een ruimtevlucht op de doorlaatbaarheid van celwanden van micro-organismen. Een identieke proef vond gelijktijdig op de grond plaats om de resultaten te vergelijken. "Citos-3" was een verbeterde versie van eerdere soortgelijke experimenten op dit terrein. Die gaven opmerkelijke resultaten te zien, waarbij wetenschappers de weerstand van microben tegen diverse antibiotica vaststelden.

### Gyunesh
"Gyunesh" hielp met het opstellen van langetermijnvoorspellingen voor Comecon. Gelijktijdige waarnemingen door ruimtevaartuigen, vliegtuigen, schepen en grondapparatuur leverden informatie over Grote Kaukasus, rivierdallen in Azerbeidzjan en het dal van de Alazani. De keuze voor Grote Kaukasus werd ingegeven door het feit dat dit gebied veel verschillende terreinsoorten besloeg. Landbouwers kregen advies hoe ze hun waterreservoirs, weiden en akkers beter konden beheren. Aan "Gyunesh" namen behalve de Sovjet-Unie ook Bulgarije, Cuba, DDR, Hongarije, Mongolië, Polen en Tsjecho-Slowakije deel.

## Ruimtewandelingen

### RuimtewandelingenT-10
De bemanning van T-10 verrichtte in totaal zes ruimtewandelingen, alle uitgevoerd door Kizim en Solovjov. De eerste ruimtewandeling vond plaats op 23 april en duurde 4 uur en 15 minuten. De kosmonauten bevestigden de ladder en bereidden de te repareren locatie voor. De volgende ruimtewandeling was op 26 april en nam 4 uur en 56 minuten in beslag. Het duo sneed isolatiemateriaal aan de buitenkant weg om de beschadigde leiding te bereiken. Daarna monteerden ze een klep in de reserveleiding. Tijdens de derde ruimtewandeling op 29 april maakte het tweetal een bypass om de gesprongen leiding te omzeilen. Deze duurde 2 uur en 45 minuten.
Ook de vierde ruimtewandeling op 3 mei duurde 2 uur en 45 minuten. Kizim en Solovjov maakten een tweede bypass en bedekten het gat in de isolatielaag. De reparatie mislukte door gebrek aan geschikt gereedschap, waardoor ze de bypass niet konden afdichten.
Twee door Progress 21 aangevoerde zonnepanelen installeerden ze op 18 mei tijdens een 3 uur en 5 minuten durende ruimtewandeling. Atkov liet vanuit Saljoet 7 het draaibare systeem 180° zwenken na montage van het eerste paneel, zodat zijn collega's op het platform konden blijven staan zonder al hun gereedschap te verplaatsten. De handgreep van de lier waarmee men de bevestiging der zonnepanelen optilde brak af, maar ze sloten hun werkzaamheden met goed gevolg af. Ieder zonnepaneel besloeg een oppervlakte van 9 m².
Tijdens de laatste, vijf uur durende, ruimtewandeling op 8 augustus zette het tweetal pneumatisch gereedschap in om beide uiteinden van de kapotte leiding te verzegelen. Dit gereedschap werd door T-12 meegenomen. Nadat het karwei geklaard was, demonteerden Kizim en Solovjov een klein stukje van het zonnepaneel om het te analyseren. Desalniettemin durfde de vluchtleiding het niet meer aan om de motoren van het station te starten. In plaats daarvan vertrouwde men op de motoren van bezoekende schepen om de baan van het station op te krikken.

### RuimtewandelingT-12
Op 25 juli voerden twee bemanningsleden van T-12 een ruimtewandeling uit waarbij de "URI", een stuk gereedschap met meerdere functies, werd uitgeprobeerd. Deze ruimtewandeling door Dzjanibekov en Savitskaja duurde 3 uur en 35 minuten. De Sovjet-Unie had hiermee een primeur met de eerste ruimtewandeling gemaakt door een vrouw.

## Terugkeer
Na een nieuw duurrecord van 236 dagen, 22 uur en 49 minuten pakten Kizim, Solovjov en Atkov hun spullen in voor de thuisreis. Ze vertrokken in de capsule van T-11, in de oudere T-10 vloog de oorspronkelijke T-11 bemanning terug. Het trio kwam neer in Kazachstan en had 3748 maal om de Aarde gecirkeld. Kizim en Solovjov maakten hierna nog een gezamenlijke vlucht. Atkov daarentegen verkoos een medische loopbaan en nam ontslag als kosmonaut. 
1 ·
2 ·
3 ·
4 ·
5 ·
6 ·
7 ·
8 ·
9 ·
10 ·
11 ·
12 ·
13 ·
14 ·
15 ·
16 ·
17 ·
18A ·
18 ·
19 ·
20 ·
21 ·
22 ·
23 ·
24 ·
25 ·
26 ·
27 ·
28 ·
29 ·
30 ·
31 ·
32 ·
33 ·
34 · 
35 ·
36 ·
37 ·
38 ·
39 ·
40

T-1 ·  
T-2 ·
T-3 ·
T-4 ·
T-5 · 
T-6 ·
T-7 · 
T-8 ·
T-9 · 
T-10-1 ·
T-10 · 
T-11 ·
T-12 · 
T-13 ·
T-14 · 
T-15